# Aethopyga vigorsii
El suimanga de Vigors (Aethopyga vigorsii) es una especie de ave paseriforme de la familia Nectariniidae endémica de los montes del oeste de la India. Anteriormente se consideraba una subespecie del suimanga siparaja (Aethopyga siparaja). Su nombre conmemora al zoólogo irlandés Nicholas Aylward Vigors.

## Distribución y hábitat
El suimanga de Vigors se distribuye principalmente por el norte de los Ghats occidentales, pero también se encuentra en las montañas Nilgiri.